# Sean Teepen
Sean Teepen (Cincinnati, Ohio, 1991. május 2. –) amerikai labdarúgó és labdarúgóedző, 2022-től a Louisville Cardinals edzőhelyettese.

## Pályafutása
2009 és 2012 között a Charlestoni Egyetem játékosa volt; ezalatt a West Virginia Chaosnál és a Michigan Bucksnál is játszott.
2013. július 3-án a Dayton Dutch Lionsszal szerződött.

## Fordítás
- Ez a szócikk részben vagy egészben  a   Sean Teepen című angol Wikipédia-szócikk ezen változatának fordításán alapul.  Az eredeti cikk szerkesztőit annak laptörténete sorolja fel. Ez a jelzés csupán a megfogalmazás eredetét és a szerzői jogokat jelzi, nem szolgál a cikkben szereplő információk forrásmegjelöléseként.